# قرة قشلاق (غرمي)
قرة قشلاق (بالإنجليزية: Qarah Qeshlaq, Germi)‏ هي منطقة سكنية تقع في قسم آزادلو الريفي في إيران. يقدر عدد سكانها بـ 88 نسمة .